# Trochosa hoggi
Trochosa hoggi este o specie de păianjeni din genul Trochosa, familia Lycosidae. A fost descrisă pentru prima dată de Roger de Lessert în anul 1926. Conform Catalogue of Life specia Trochosa hoggi nu are subspecii cunoscute.